# 서림동
서림동(瑞林洞)은 서울특별시 관악구의 행정동이다.

## 역사

### 지명 유래
2008년 9월 1일에 신림2동에서 서림동(西林洞)으로 행정동의 명칭이 변경되었다. 동 이름은 법정동 신림동의 서남쪽에 해당한다는 데에서 유래하였다. 한편, 관악구청에서는 경사스러운 일이 많은 동네라 서림동(瑞林洞)으로 부른다고 기술한다.

### 연혁
- 조선시대 : 경기도 시흥군 동면 신림리·서원리(書院里)
- 1914년 4월 1일 : 경기도 시흥군 동면 신림리
- 1963년 1월 1일 : 서울특별시 영등포구 신림동
- 1970년 5월 18일 : 영등포구 신림동이 3개동(신림1·2·3동)으로 분동되어 신림2동 설치
- 1973년 7월 1일 : 서울특별시 관악구 신림2동
- 1975년 10월 1일 : 신림2동에서 신림6동 분동
- 1980년 7월 1일 : 신림2동에서 신림9동 분동
- 2008년 9월 1일 : 신림2동을 서림동으로 개칭[3]
- 일자 불명: 한자 표기 변경

## 법정동
- 신림동

## 교육
- 신성초등학교
- 신림중학교